# Doroneuria
Doroneuria is een geslacht van steenvliegen uit de familie borstelsteenvliegen (Perlidae). De wetenschappelijke naam van het geslacht is voor het eerst geldig gepubliceerd in 1922 door Needham & Claassen.

## Soorten
Doroneuria omvat de volgende soorten:
- Doroneuria baumanni Stark & Gaufin, 1974
- Doroneuria theodora (Needham & Claassen, 1922)